# Mycetophila caudata
Mycetophila caudata är en tvåvingeart som beskrevs av Rasmus Carl Staeger 1840. Mycetophila caudata ingår i släktet Mycetophila och familjen svampmyggor. Arten är reproducerande i Sverige. Inga underarter finns listade i Catalogue of Life.